# Pla Dawes
El Pla Dawes reconsidera els pagaments de reparacions de guerra per Alemanya que s'han pactat el 1924 en aplicació del Tractat de Versalles del 1919 a l'acabar la Primera Guerra Mundial.